# Oyon (affluent de l'Aff)
Pour les articles homonymes, voir Oyon.
L'Oyon est une rivière française du département du Morbihan en Bretagne, qui se jette dans l'Aff. C'est donc un sous-affluent de la Vilaine par l'Oust.

## Géographie
La longueur de son cours d'eau est de 31,9 km.
L'Oyon prend source à Campénéac aux abords du Val sans retour. Il se jette dans l'Aff à Guer en ayant arrosé Campénéac (dont il forme les douves du château de Trécesson), Augan et Porcaro. La rivière coule globalement vers le sud jusqu'à Augan, avant de prendre une direction générale à l'est jusque sa confluence.
La vallée de l'Oyon appartient au grand Bassin versant de l'Oust.